# 砂の男
「砂の男」（すなのおとこ）は、少年隊の17枚目のシングル。

## 解説
ワーナー・パイオニア在籍時の最後のシングル。次作「You're My Life -美しい人へ-」の発売は1993年4月27日でありポニーキャニオンへの移籍も重なって2年4か月ぶりとなった。
2020年のベスト・アルバム『少年隊 35th Anniversary BEST』に収録。

## 収録曲
全作曲：羽場仁志
1. 砂の男
作詞：真名杏樹　編曲：船山基紀
2. Knock my Soul
作詞：森浩美　編曲：小林信吾
アルバム未収録

- 両曲のカラオケは、シングルカセットのみ収録